# 龙咸灵
龙咸灵（1911年—1993年），男，苗族，贵州锦屏人，中国空间物理学家，１935年考入国立武汉大学物理系，1940年毕业后留校直至去世，曾任中国空间科学学会副理事长，第六届全国人大代表。